# Joey Hand
Joseph Alan Hand (Sacramento, 10 febbraio 1979) è un pilota automobilistico statunitense, vincitore della 24 Ore di Le Mans 2016 nella classe LMGTE alla guida della Ford GT.

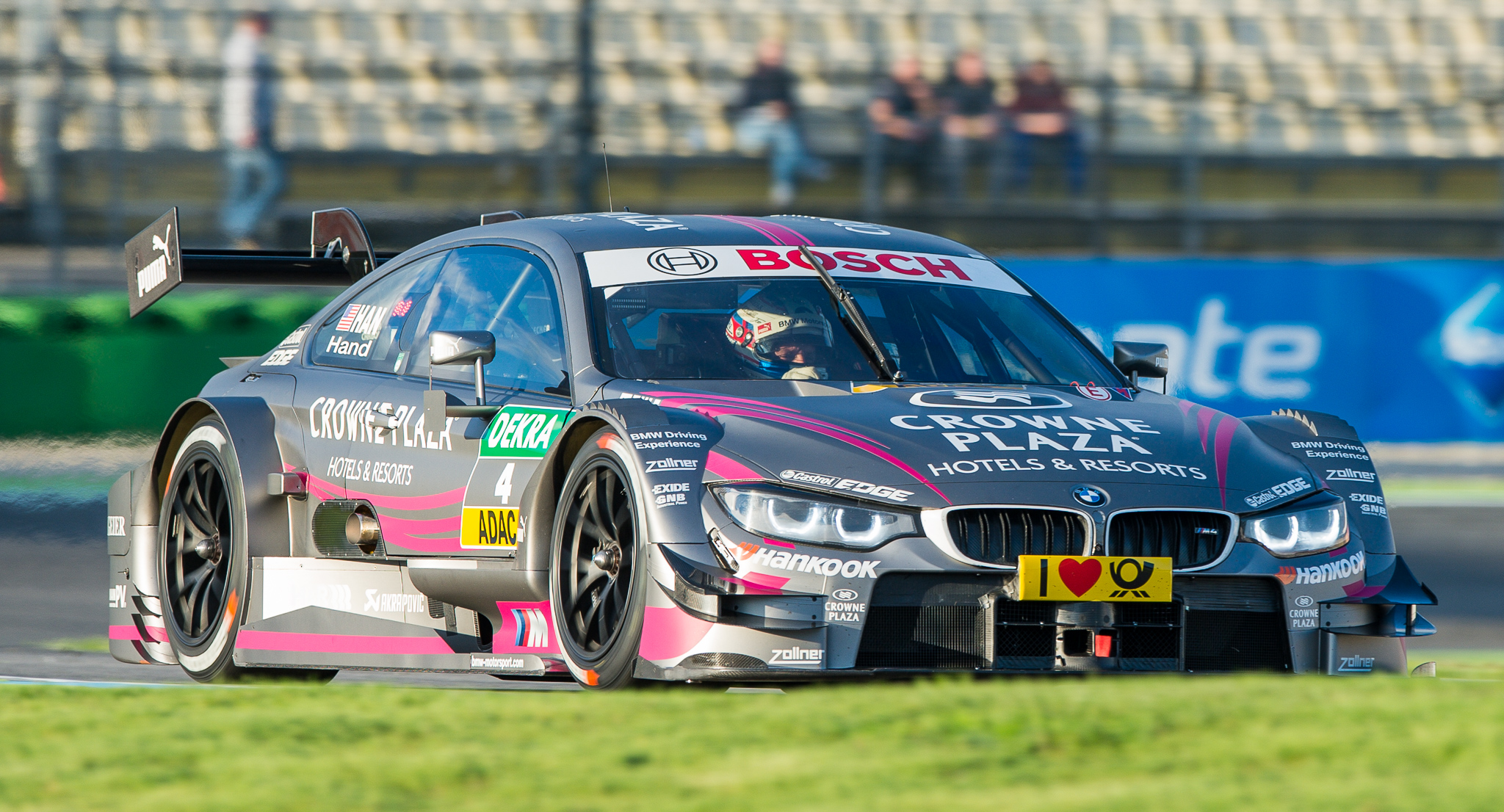
Hand a Hockenheimring durante il DTM 2014

Laureatosi campione della USF Pro 2000 Championship (ex Star Mazda Series) nel 1999, nella sua carriera ha vinto la 24 Ore di Daytona 2011 e la 12 Ore di Sebring 2012. Ha preso il via a 5 edizioni della 24 ore di Le Mans, ottenendo due terzi posti e una vittoria.

## Palmarès
- USF Pro 2000 Championship 1999
- 24 Ore di Le Mans 2016 nella Classe LMGTE